# ألفونسو الرابع ملك أراغون
ألفونسو الرابع (2 نوفمبر 1299 - 24 يناير 1336) كان ملك أراغون، وكونت برشلونة كـ (ألفونسو الثالث) من 1327 إلى وفاته، ولد في نابولي هو أبن الثاني لـ خايمي الثاني ملك أراغون وبلانش من أنجو، شهده عهده ضم كونتية أورغل ودوقية أثينا ودوقية نيوباتريا إلى تاج أراغون.
في عهد والده، وكان الثاني على خط الخلافة، تزوج من تيريزا دي إنتينزا وكابريرا كانت وريثة كونتية أورغل في عام 1314 في كاتدرائية لاردة، في عام 1323-1324 قام بغزو سردينيا، أصبح وريث الأول بعد تنازل شقيقه الأكبر خايمي عن حقوقه ليصبح راهباً، وفي 1329 بدأ حرباً مع جمهورية جنوة، مدينة ساساري استسلمت عام 1323 ولكن تمردت ثلاث مرات بحيث كان متنازع عليه من قبل جنوة.
بعد ترمل في عام 1327، تزوج ألفونسو في فبراير 1329 ليونور من قشتالة، ملكة أراغون (1308-1359) التي كانت مخطوبة لأخيه خايمي، الذي رفض إتمام الزواج، بحيث كانت شقيقة ألفونسو الحادي عشر ملك قشتالة، بسبب بعض المحاباة تجاه زوجته الثانية، خلال سنواته الأخيرة من حياته، كان عليه أن يتعامل مع أبنه من زواجه الأول في المستقبل بيدرو الرابع.

## الذرية
- من قبل زوجته تيريزا دي إنتينزا:

1. ألفونسو (1315-1317)
2. كونستانس (1318-1346) تزوجت في 1336 من خايمي الثالث ملك مايوركا .
3. بيدرو الرابع (1319-1387) خليفته.
4. خايمي الأول، كونت أورغل (1321-1347)، خليفة والدته.
5. إيزابيلا (1323-1327).
6. فادريكي (1325-توفي صغيراً).
7. سانشو (1327)، وعاش لبضعة أيام فقط.

- من قبل زوجته ليونور من قشتالة :

1. فرناندو، ماركيز طرطوشة (1329-1363)، ماركيز طرطوشة ولورد البرازين وفراغا، تزوج من ماريا من البرتغال أبنة الكبرى لـ بيدرو الأول ملك البرتغال.
2. خوان (1331-1358)، لورد إلش، وبيال وبولسا، تزوج في عام 1355 من إيزابيل نونيز دي لارا أبنة خوان نونيز الثالث دي لارا، قتل بأمر من أبن خاله بيدرو ملك قشتالة.